# 谢文敏
谢文敏（？—），女，汉族，中华人民共和国政治人物。现任湖北省首义律师事务所主任。第十三、十四届全国政协委员。